# Kirsty Lee Akers
Kirsty Lee Akers (1990) è una cantante australiana.

## Biografia
Kirsty Lee Akers ha ottenuto il suo primo ingresso nelle ARIA Charts con il quinto album in studio Under My Skin, fermatosi in 29ª posizione. Il disco successivo, dal titolo Wild, è stato il primo a raggiungere la top 15 della classifica LP, posizionandosi all'11º posto.

## Discografia

### Album in studio
- 2007 – Little Things
- 2009 – Better Days
- 2011 – Naked
- 2016 – Burn Baby Burn
- 2018 – Under My Skin
- 2022 – Wild

### Singoli
- 2006 – Bashed Up, Beaten, Battered, Broken Heart
- 2014 – Leave It to Jesus
- 2018 – I Never Want Christmas to End
- 2018 – Blue Christmas
- 2021 – For Love
- 2022 – Let the Girls Sing (feat. Amber Lawrence & Ashleigh Dallas)
- 2023 – Getting over You
- 2023 – Physical Distraction
- 2024 – Girls Are Why the West Is Wild